# Waterleidingwet
De Waterleidingwet was een Nederlandse wet die vastgesteld was in 1957 en die de organisatie van de openbare drinkwatervoorziening en toezicht op waterleidingbedrijven regelde .
Doel was de bescherming van de volksgezondheid tegen risico's bij de levering of beschikbaarstelling van leidingwater. Door de wet waren waterleidingbedrijven verplicht betrouwbaar drinkwater te leveren onder andere via regelmatige controles. De VROM-Inspectie hield toezicht of drinkwaterbedrijven de wet naleven.
Betrouwbaar drinkwater is een eerste levensbehoefte. In de waterleidingwet is daarom vastgelegd dat alleen publiekrechtelijke rechtspersonen (overheden) of privaatrechtelijke rechtspersonen (zoals N.V.'s) die onder overheidscontrole staan zoals waterleidingbedrijven drinkwater mogen produceren en leveren. Privatiseren van de drinkwatervoorziening, zoals voor aardgas en elektriciteit is geregeld in de wet onafhankelijk netbeheer, is daardoor niet mogelijk.

## Uitvoering door de VROM-Inspectie
De Inspectie doet de volgende activiteiten:
- goedkeuring jaarlijkse meetprogramma’s in samenwerking met het Rijksinstituut voor Volksgezondheid en Milieu (RIVM);
- beoordeling leveringszekerheid en calamiteitenplannen;
- controle op het juiste gebruik van materialen en chemicaliën;
- beoordeling en afhandeling van gemelde normoverschrijdingen en incidenten of calamiteiten;
- outputgerichte inspecties, bijvoorbeeld op het gebied van bescherming van bronnen (in waterwingebieden, infiltratiegebieden en spaarbekkens) en op het gebied van hygiënisch werken bij onderhoud en reparaties in het drinkwaterdistributiegebied;
- controle op het juist uitvoeren van meetprogramma’s en afhandelen van normoverschrijdingen bij eigen winningen.

## Uitvoering door de Provincie en Gemeenten
De Provincie stelt bij een reorganisatie van de openbare drinkwatervoorziening een plan vast tot reorganisatie als dat voor de bevordering van de doelmatigheid gewenst is. Gemeenten en bestaande waterleidingbedrijven mogen hierbij eerst hun zienswijze naar voren brengen. De Gemeenteraad mag, wanneer daar reden toe is, een aanvullende verordening maken met eigen regels over de drinkwatervoorziening.

## Einde van de wet
Per 1 juli 2011 is de Waterleidingwet komen te vervallen. In de plaats daarvan is de Drinkwaterwet gekomen.

## Kosten en middelen
In het artikel over drinkwater staat meer informatie over de kostprijs van drinkwater. 